# Henry Richard
Henry Richard (né Marie Henry Richard) est un acteur français né à Marseille (Bouches-du-Rhône) le 19 septembre 1873 et mort à Lyon (Rhône) le 6 avril 1955.

## Filmographie
- 1921 : Les Trois Mousquetaires d'Henri Diamant-Berger (film tourné en 12 épisodes)
- 1923 : La Dame au ruban de velours de Joseph Guarino
- 1925 : Les Deux Mamans de Joseph Guarino
- 1926 : La Branche morte de Joseph Guarino
- 1928 : La Danseuse Orchidée de Léonce Perret
- 1929 : Embrassez-moi de Robert Péguy et Max de Rieux
- 1931 : Après l'amour de Léonce Perret
- 1931 : Grains de beauté de Pierre Caron
- 1931 : Paris-Méditerranée de Joe May
- 1931 : Son Altesse l'amour d'Erich Schmidt et Robert Péguy
- 1932 : L'Amour et la Veine de Monty Banks
- 1934 : Liliom de Fritz Lang
- 1935 : Le Bonheur de Marcel L'Herbier
- 1935 : Le Diable en bouteille de Heinz Hilpert et Reinhart Steinbicker
- 1935 : Princesse Tam Tam d'Edmond T. Gréville
- 1935 : La Vie parisienne de Robert Siodmak
- 1936 : À minuit, le 7 de Maurice de Canonge
- 1936 : Au service du tsar de Pierre Billon
- 1936 : Le Coupable de Raymond Bernard
- 1936 : Un grand amour de Beethoven d'Abel Gance
- 1937 : L'Habit vert de Roger Richebé
- 1937 : Sœurs d'armes de Léon Poirier
- 1937 : Titin des Martigues de René Pujol
- 1937 : Une femme sans importance de Jean Choux
- 1938 : Monsieur Coccinelle de Dominique Bernard-Deschamps
- 1939 : Cavalcade d'amour de Raymond Bernard
- 1939 : Sérénade de Jean Boyer
- 1939 : Le Veau gras de Serge de Poligny
- 1941 : La Duchesse de Langeais de Jacques de Baroncelli
- 1941 : Le Valet maître de Paul Mesnier
- 1942 : Frédérica de Jean Boyer
- 1942 : Pontcarral, colonel d'Empire de Jean Delannoy
- 1942 : Romance à trois de Roger Richebé
- 1943 : Un seul amour de Pierre Blanchar
- 1949 : Vient de paraître de Jacques Houssin

## Théâtre
- 1922 : Le Vertige de Charles Méré, mise en scène André Brulé, Théâtre de Paris
- 1927 : Baccara de René Saunier, mise en scène Jules Berry, Théâtre des Mathurins
- 1929 : Topaze de Marcel Pagnol pour la tournée Karsenty, Régis Castel-Bénac[1]